# Sensibilidad (electrónica)
En electrónica, la sensibilidad es la mínima magnitud en la señal de entrada requerida para producir una determinada magnitud en la señal de salida, dada una determinada relación señal/ruido, u otro criterio especificado.[cita requerida]
En una curva de calibrado, la sensibilidad queda representada por la pendiente de la misma.[cita requerida]

## Información comercial
Los fabricantes de sensores que ofrecen una salida de voltaje (ejemplo: Galga extensiométrica o célula de carga) suelen dar su valor en mV/V (mili-volts por volt) que se define como:
{\displaystyle SensibilidadEspecifica={\frac {TensionSalidaFondoEscala}{TensionAlimentacion}}}
Ejemplo:
Una célula de carga con una capacidad nominal 1-100 toneladas con una sensibilidad de 2mV/V con una alimentación recomendada entre 5V y 20V.
Si se alimenta a 10V, su sensibilidad sería:
{\displaystyle =SensibilidadEspecifica\cdot TensionAlimentacion=TensionSalidaFondoEscala=2{\frac {mV}{V}}\cdot 10=20mV}
Con esto se sabe que la célula emite 20mV para 100 toneladas, por lo tanto es posible cambiar su resolución variando la tensión de alimentación.